# 하우스 오브 마우스
《하우스 오브 마우스》(House of Mouse)는 미국 월트 디즈니 컴퍼니의 애니메이션이다. 토니 크레이그와 랍 가나웨이에 의해 제작되었고 2001년에서 ABC와 툰 디즈니에서 처음 방영되어 2003년에 종영되었다. 한국에서는 KBS2를 통해 2002년부터 2003년까지 디즈니 만화동산 시간에 《미키 하우스》라는 제목으로 방영되었다. 현재 한국에서는 디즈니 채널에서 방영되고 있다.

## 줄거리
미키 마우스와 그의 친구들이 툰타운 시내에 "하우스 오브 마우스"라는 클럽을 차리고 손님들로는 지금까지 등장한 대부분의 월트 디즈니 시리즈의 주인공들이 등장한다.(알라딘, 피터 팬, 헤라클레스, 피노키오, 인어공주 등) 미키와 친구들은 클럽에서 쇼를 진행하는 과정에서 친구들과의 갈등,여러 가지 위기 등의 일들을 겪게 된다. 할로윈 때 디즈니 시리즈의 악당들이 모여서 짜고 클럽을 차지해버리기도 했다.

## 등장인물
- 미키 마우스

클럽"하우스 오브 마우스"의 오너이자 쇼 진행자. 항상 밝고 긍정적이다.
- 미니 마우스

클럽의 매니저로,클럽의 스케줄 관리나 소식같은 것을 알리는 역할을 한다.
매우 상냥하며 미키에게 조언도 준다.
- 도널드 덕

클럽의 2인자이면서 미키의 가장 친한 오리친구. 걸핏하면 화를 내고 오해하는 게 흠이다.
- 데이지 덕

클럽카운터를 맡고 있는 도널드의 애인인 오리, 스타들을 따라하고 사치스러운 것들 좋아한다.
- 구피

항상 멍청하게 보이는 미키의 친구, 클럽의 웨이터 마스터를 맡고 있다. 클라라벨을 좋아하는 듯하다.
아들 맥스를 아낀다.
- 맥스 구프

구피의 아들, 전 '구피와 친구들'편에서 성장해서 한창 사춘기를 겪고있다. 아버지인 구피때문에 고민을 겪고 있다. 클럽에서는 주차 관리를 맡고 있다.
- 플루토

미키의 애완견이자 클럽의 마스코트로,미키를 무척 잘 따른다.
미키는 모르지만 상상도 못할일들을 겪고 있다.미키를 닮아 엉뚱한 면도 있다.
- 클라라벨 카우

클럽의 직원, 툭하면 유언비어를 퍼뜨려서 주위를 혼란스럽게 만들기도 한다. 구피를 좋아하는듯 하다
- 마이크

미키의 쇼 진행을 돕는 마이크, 항상 힘이 넘친다.
- 거스 구스

클럽의 주방장. 주방장이면서도 손님들의 음식을 먹어버리는 경우가 많다.
- 꽥스트리트

도널드의 조카인 휴이,듀이,루이로 이루어진 밴드, 가끔 서로 싸울 때도 있다.
- 피트

미키의 경쟁클럽의 오너로,미키와 친구들에게 방해공작을 하여, 미키의 클럽을 닫을 궁리를 하지만 결국은 번번히 자신이 당하는 일이 많다.

## 목소리 출연

### 원본판

#### 레귤러 캐릭터
- 웨인 얼윈 - 미키 마우스
- 루시 테일러 - 미니 마우스
- 토니 안셀모 - 도널드 덕, 꽥스트리트 보이즈
- 트레스 맥네일 - 데이지 덕
- 빌 파머 - 구피, 플루토, 호라스
- 에이프릴 윈첼 - 클라라벨 카우
- 짐 커밍스 - 피트
- 마우리스 라말체 - 모티머 마우스
- 프랭크 웰커 - 거스 구스
- 로드 로디 - 마이크

#### 그 외
- 롭 폴슨 - 호세 카리오카
- 호아킨 가레이 - 판치토 피스톨레스
- 캠 클라크 - 심바
- 케빈 스콘 - 티몬
- 어니 사벨라 - 품바
- 프랭크 웰커 - 동물 울음소리

### 한국어 더빙

#### 레귤러 캐릭터
- 강수진 - 미키 마우스
- 은영선 - 미니 마우스
- 김환진 - 도널드 덕
- 최수민 - 데이지 덕
- 박상일 - 구피 / 마이크
- 안용욱 - 맥스
- 차명화 - 휴이
- 배정미 - 듀이
- 이진화 - 루이
- 한상덕 - 피트

#### 그 외
- 강수진 - 피터팬, 알라딘, 다저
- 강희선 - 푸른 요정
- 김승준 - 심바
- 김수경 - 백설공주, 에리얼
- 김현직 - 자파
- 김혜미 - 크루엘라
- 탁원제 - 지미니 크리켓, 험프리의 감독관
- 이진화 - 칩
- 장승길 - 데일, 제페토, 본 드레이크 교수, 호세 카리오카, 바실
- 조동희 - 심술이, 이아고
- 이인성 - 스크루지 맥덕, 판치토 피스톨레스, 무슈
- 이선영 - 그림하일드
- 이정구 - 게스톤
- 장광 - 티몬
- 송용태 - 품바
- 설영범 - 마법의 거울
- 김환진 - 하데스
- 서혜정 - 신데렐라, 벨
- 성선녀 - 트리메인, 말레피센트, 셴지
- 손원일 - 차밍왕자, 야수
- 함수정 - 오로라
- 홍영란 - 자스민